# Ulva clathrata
Espèce
Ulva clathrata (autrefois Enteromorpha clathrata (Roth) Greville, 1830) est une espèce d'algues vertes marines, parfois appelée « lige » ou « lime », appartenant au genre Ulva autrefois confondu[précision nécessaire] avec Enteromorpha.

## Description
On la dit parfois filamenteuses (en raison des longs rubans ou filaments qu'elle forme) et entéromorphe (ce qui signifie que ces filaments ont une forme qui rappelle celle d'un intestin), parce qu'elle croît avec une structure palissadique en prenant une forme tubulaire dont la paroi n'est composée que d'une seule cellule (en termes d'épaisseur) ; ce tube ayant une forme plus ou moins irrégulière rappelant l'aspect « boudiné » d'un intestin.
Chaque cellule végétative possède un seul noyau et un seul chloroplaste. Comme toutes les entéromorphes elle peut prendre des formes variables selon la saison et le contexte et elle peut être confondue avec certaines ulves. Seule une analyse génétique peut permettre d'en identifier l'espèce avec précision et certitude.

## Cycle de vie
Elle présente une alternance de génération : sporophyte produisant des zoospores et gamétophyte produisant des gamètes, mais les deux types ne se différencient pas : le cycle est digénétique isomorphe.
Elle présent aussi une alternance de phase qui se superpose à l'alternance de générations : le sporophyte est diploïde et le gamétophyte est haploïde : le cycle est haplodiplophasique.
Dans une partie du cycle, l'algue est un sporophyte qui produit des zoospores quadriflagellés qui produisent une algue.
Dans l'autre partie du cycle, cette algue est un gamétophyte unisexué (mâle ou femelle) qui produit des gamètes à 2 flagelles (Kapraun 1970; Bliding 1963, p. 108).
C'est une algue dite dioïque, présentant donc des individus mâles et des individus femelles. Mais la fécondation peut être isogame ou anisogame (ce qui signifie que les gamètes mâles et femelles peuvent être de taille identique ou différente) et même quand les gamètes sont de tailles différentes, il est difficile de différencier les gamètes mâles des gamètes femelles car ils sont de forme identique.
Les gamètes mâles et femelles, comme les zoospores sont libérées par les extrémités des frondes qui sont fertiles quand elles prennent une couleur jaune-orangé chez les mâles et jaune-vert chez les femelles. N'importe laquelle des cellules de l'extrémité d'une fronde est capable de produire des gamètes.
Ces gamètes une fois émis dans l'eau sont mobiles grâce à deux flagelles qui leur permettent de nager. Chaque gamète est porteur d'un unique jeu de chromosomes (N). Il meurt quelques heures après avoir été libéré s'il n'a pas trouvé un autre gamète auquel s'unir. Ceux qui ont pu s'unir vont former un zygote, une cellule à double ADN (2 N) qui conservera les flagelles des deux gamètes, on le dit quadriflagellé. Il donne naissance à une sporophyte qui va produire des zoospores, également munis de 4 flagelles, qui ressemblent aux gamètes, mais qui sont bien plus résistants : ils peuvent survivre jusqu'à onze mois (sans croissance) lorsque l'environnement leur devient défavorable. Ces zoospores donneront naissance à un gamétophyte qui produira des gamètes et le cycle recommence.

## Distribution, habitat
On la trouve aujourd'hui dans le monde entier.
Bien que généralement marine, on la trouve également dans certains estuaires où elle semble très bien supporter l'eau saumâtre à marée descendante. Elle est fixée ou flotte librement entre deux eaux.
C'est une des espèces qui étaient autrefois rares en France, mais qui contribuent aux marées vertes observées de plus en plus souvent depuis les années 1970.
Elle semble très ubiquiste bien que (sauf en condition de marées vertes) sensible à la concurrence. On la trouve potentiellement sur toute la zone intertidale et un peu plus profond ; fixée sur des rochers ou du béton, sur des vases ou des ferrailles, sur des bois flottés ou divers déchets flottants qui pourraient lui permettre de voyager. Elle peut aussi localement se détacher du fond et remonter en surface. Ainsi dans certaines canaux de navigation intérieure (Elkhorn Slough en baie de Monterey par exemple) des entéromorphes détachées du fond vaseux flottent en surface et couvrent l'eau d'algues vertes. C'est une plante qui sans être rare était peu représentée en termes de biomasse, mais elle tend depuis quelques décennies à devenir invasive.
Comme de nombreuses espèces invasives, elle manifeste un comportement d'espèce pionnière et colonise même certains milieux extrêmes, en supportant les eaux les plus salées (sources salées, aval de mines de sel) comme des eaux faiblement saumâtres à presque douces). On en trouve même exceptionnellement au-delà du niveau de la marée haute, dans des zones exposées aux embruns. Une seule autre espèce de ce genre semble partager ces caractéristiques : E. intestinalis.
Il est probable que la mondialisation et l'accélération des transports maritimes aient contribué à diffuser les propagules de cette espèce qui résiste aux fortes variations de température et de salinité, ainsi qu'aux ultraviolets solaires. Elle contribue en tous cas très probablement à diffuser et mixer les gènes de l'espèce.

## Bioindication
C'est une des entéromorphes considérées comme un bioindicateurs d'un mauvais état des masses d'eau. Son abondance anormale, et plus encore une pullulation est le signe d'un dysfonctionnement écologique, généralement une eutrophisation ou dystrophisation de l'eau liée à l'apport d'engrais agricoles (nitrates, phosphates), d'effluents urbains..